# La Destrousse
La Destrousse is een gemeente in het Franse departement Bouches-du-Rhône (regio Provence-Alpes-Côte d'Azur). De plaats maakt deel uit van het arrondissement Marseille. La Destrousse telde op 1 januari 2022 4.023 inwoners.
In 1870 werd La Destrousse afgescheiden van Peypin en werd een zelfstandige gemeente.

## Geografie
De oppervlakte van La Destrousse bedroeg op 1 januari 2022 2,93 vierkante kilometer; de bevolkingsdichtheid was toen 1.373 inwoners per km².
De onderstaande kaart toont de ligging van La Destrousse met de belangrijkste infrastructuur en aangrenzende gemeenten.

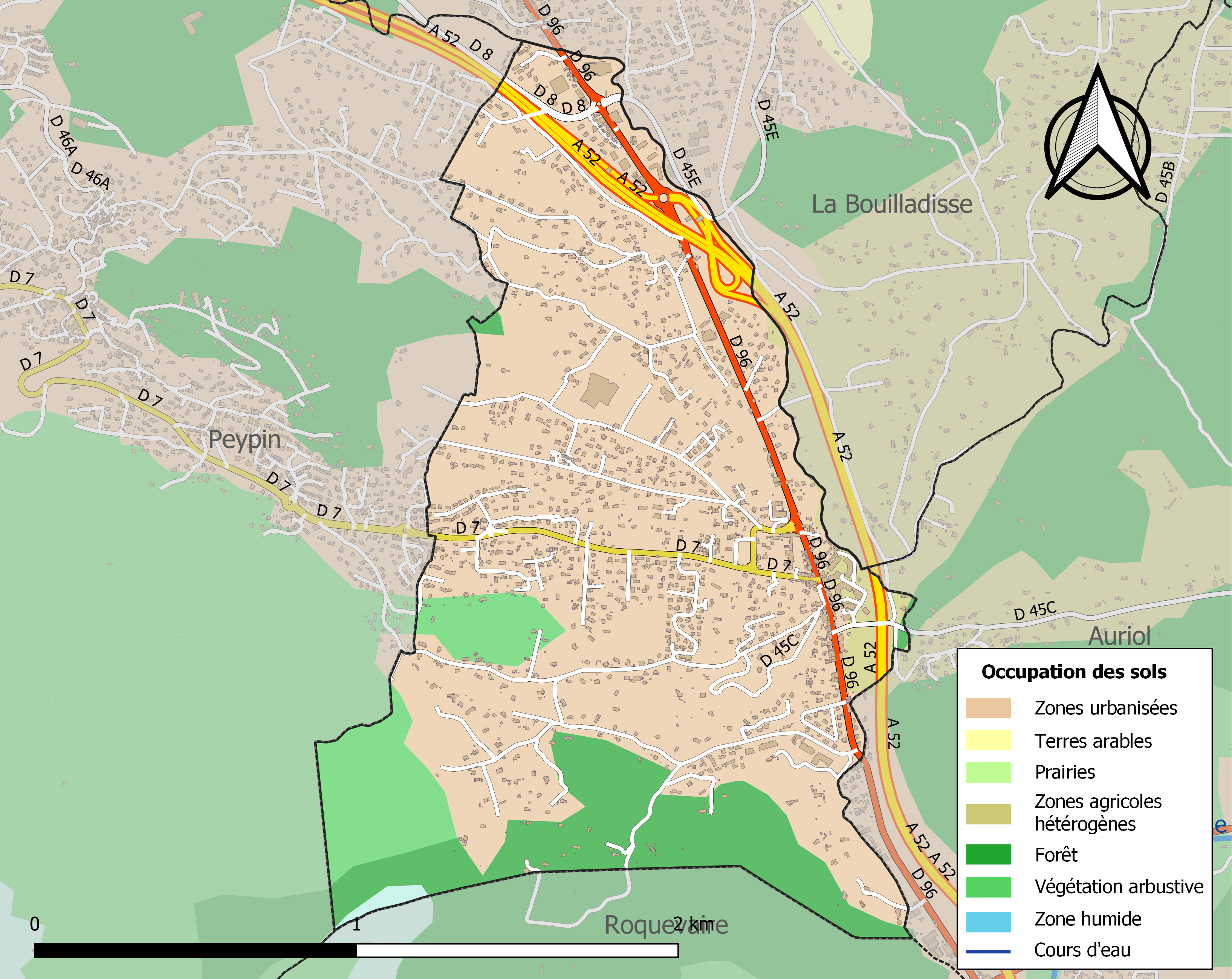

## Demografie
Onderstaande figuur toont het verloop van het inwonertal (bron: INSEE-tellingen).
Vanwege een beveiligingsprobleem met de MediaWiki Graph-software is het momenteel niet mogelijk deze grafiek weer te geven. Zodra de software is bijgewerkt zal de grafiek vanzelf weer zichtbaar worden.